# Islamski vpliv na zahodno umetnost
Islamski vplivi na zahodno umetnost se nanašajo na vpliv islamske umetnosti, umetniške produkcije v islamskem svetu od 8. do 19. stoletja, na krščansko umetnost. V tem obdobju se je meja med krščanstvom in islamskim svetom zelo razlikovala, kar je v nekaterih primerih povzročilo izmenjavo prebivalstva in ustreznih umetniških praks in tehnik. Poleg tega sta imeli dve civilizaciji redne odnose z diplomacijo in trgovino, kar je olajšalo kulturno izmenjavo. Islamska umetnost pokriva najrazličnejše medije, vključno s kaligrafijo, ilustriranimi rokopisi, tekstilom, keramiko, kovinskimi deli in steklom ter se nanaša na umetnost muslimanskih držav na Bližnjem vzhodu, v islamski Španiji in severni Afriki, čeprav nikakor ne vedno z muslimanskimi umetniki ali obrtniki. Proizvodnja stekla je na primer v celotnem obdobju ostala judovska posebnost, krščanska umetnost, tako kot v koptskem Egiptu, pa je še naprej, zlasti v prejšnjih stoletjih, ohranjala nekaj stikov z Evropo.
Islamska dekorativna umetnost je bila v srednjem veku zelo cenjen uvoz v Evropo; v veliki meri zaradi nepričakovanih nesreč pri uporabi je večina ohranjenih primerov tistih, ki so bili v lasti cerkve. V zgodnjem obdobju je bil tekstil še posebej pomemben in se je uporabljal za cerkvena oblačila, zavijanje, zavese in oblačila za elito. Islamsko keramiko vsakdanje kakovosti so še vedno imeli raje kot evropske izdelke. Ker je bila dekoracija večinoma ornament ali majhni lovski prizori in podobno ter napisi niso bili razumljivi, islamski predmeti niso žalili krščanske občutljivosti.
V zgodnjih stoletjih islama sta bili najpomembnejši stični točki med latinskim zahodom in islamskim svetom z umetniškega vidika južna Italija in Sicilija ter Iberski polotok, ki sta oba imela pomembno muslimansko populacijo. Kasneje so bile italijanske pomorske republike pomembne pri trgovanju z umetninami. Zdi se, da je imela islamska umetnost v križarskih vojnah relativno majhen vpliv celo na križarsko umetnost križarskih kraljestev, čeprav je morda spodbudila željo po uvozu med križarje, ki so se vračali v Evropo.
Številne tehnike iz islamske umetnosti so bile osnova umetnosti v normansko-arabsko-bizantinski kulturi Normanske Sicilije, od katere je večina uporabljala muslimanske umetnike in obrtnike, ki so delali v slogu lastne tradicije. Tehnike, ki vključujejo vložke v mozaikih ali kovinah, rezbarjenje slonovine ali porfir, kiparstvo iz trdega kamna in litje brona. V Iberiji sta mozarabska umetnost in arhitektura krščanskega prebivalstva, ki živi pod muslimansko oblastjo, v večini načinov ostala zelo krščanska, v drugih pogledih pa je pokazala islamske vplive; veliko tega, kar je bilo opisano, se zdaj imenuje umetnost in arhitektura Repoblación. V poznih stoletjih Rekonkviste so krščanski obrtniki začeli uporabljati islamske umetniške elemente v svojih stavbah, zato se je razvil slog Mudéjar.

## Srednji vek
Islamska umetnost je bila v srednjem veku široko uvažana in občudovana od evropskih elit. Nastala je zgodnja oblikovalska faza od leta 600 do 900 in razvoj regionalnih slogov od leta 900 dalje. Zgodnja islamska umetnost je uporabljala mozaične umetnike in kiparje, usposobljene v bizantinski in koptski tradiciji. Namesto stenskih slik je islamska umetnost že od leta 862-3 (pri Veliki mošeji Kairouan v sodobni Tuniziji) uporabljala poslikane ploščice, ki so se razširile tudi v Evropo. Po besedah Johna Ruskina je Doževa palača v Benetkah »trije elementi v popolnoma enakih razmerjih - rimski, langobardski in arabski. To je osrednja zgradba sveta. ... zgodovina gotske arhitekture je zgodovina izpopolnjevanje in oživljanje severnega dela pod njegovim vplivom«.
Islamski vladarji so na različnih točkah nadzorovali dele južne Italije ter večino sodobne Španije in Portugalske ter Balkana, ki so obdržali veliko krščanskega prebivalstva. Krščanski križarji so enako vladali islamskemu prebivalstvu. Križarska umetnost je predvsem hibrid katoliškega in bizantinskega sloga z majhnim islamskim vplivom, vendar se zdi, da mozarabska umetnost kristjanov v Al Andaluzu kaže velik vpliv islamske umetnosti, čeprav so rezultati malo podobni sodobnim islamskim delom. Islamski vpliv je mogoče zaslediti tudi v prevladujoči zahodni srednjeveški umetnosti, na primer na romanskem portalu v Moissacu v južni Franciji, kjer prikazuje v obeh dekorativnih elementih, kot so okrašeni robovi do vrat, krožne okraske na zgornji prekladi in tudi v tem, da so Kristusa v slavi obkrožali glasbeniki, kar naj bi postalo običajna značilnost zahodnih nebeških prizorov in verjetno izhaja iz podob islamskih kraljev na njihovem divanu. Kaligrafija, okraski in dekorativne umetnosti so bili na splošno pomembnejši kot na zahodu.
Špansko-moreskni lončarski izdelki v Španiji so bili najprej proizvedeni v Al Andaluzu, vendar se zdi, da so se nato muslimanski lončarji izselili na območje krščanske Valencije, kjer so proizvajali dela, ki so jih izvažali krščanskim elitam po Evropi; druge vrste islamskega luksuznega blaga, zlasti svileni tekstil in preproge, je prihajal iz na splošno bogatejšega vzhodnega islamskega sveta (islamski kanali v Evropo zahodno od Nila niso bili bogatejši), mnogi so šli skozi Benetke. Vendar pa so bili večinoma luksuzni izdelki dvorne kulture, kot so svila, slonovina, dragi kamni in dragulji, uvoženi v Evropo le v nedokončani obliki in izdelani v končni izdelek, ki so ga lokalni srednjeveški obrtniki označili kot "vzhodni".  V njih ni bilo upodobitev verskih prizorov in so bili običajno okrašeni z ornamentom, zaradi česar so jih na zahodu zlahka sprejeli. Res pa je v poznem srednjem veku obstajala moda psevdokufske imitacije arabske pisave, ki so jih dekorativno uporabljali v zahodni umetnosti.

### Dekorativna umetnost
Iz islamskega sveta so v srednjem veku v Evropo uvozili najrazličnejše prenosne predmete različnih dekorativnih umetnosti, večinoma skozi Italijo, predvsem pa Benetke. Na mnogih področjih evropsko blago ni moglo doseči kakovosti islamskega ali bizantinskega dela vse do konca srednjega veka. Luksuzni tekstil se je pogosto uporabljal za oblačila in zavese, na srečo pa tudi za umetnostno zgodovino, pogosto tudi kot prevleka za pokope pomembnih osebnosti, tako se je ohranila večina ohranjenih primerkov. Na tem področju je na bizantinsko svilo vplival sasanidski tekstil, oba sta islamska svila, zato je težko reči, kateri tekstil iz kulture je imel največji vpliv na Tkanino sv. Gereona, veliko tapiserijo, ki je najstarejša in najpomembnejša evropska imitacija vzhodnega dela. Evropsko, zlasti italijansko, blago je postopoma doseglo kakovost vzhodnega uvoza in prevzelo številne elemente njihovega oblikovanja.
Bizantinska keramika ni bila proizvedena v kakovostnih vrstah, saj je bizantinska elita namesto tega uporabljala srebro. Islam ima številne haditske odredbe proti prehranjevanju s plemenitimi kovinami, zato je za elito razvil številne sorte fine keramike, na katere so pogosto vplivali kitajski porcelanasti izdelki, ki so imeli najvišji status med islamskimi elitami - islamski porcelan so proizvajali le v sodobnem obdobju.  Velik del islamske keramike je bil uvožen v Evropo, posoda ("bacini") celo v islamskem Al Andaluzu v 13. stoletju, v Granadi in Malagi, kjer je bil velik del proizvodnje že izvožen v krščanske države. Mnogi lončarji so se preselili na območje Valencije, ki so jo kristjani že davno osvojili, proizvodnja pa je tu presegla proizvodnjo Al Andaluz. Slogi dekoracije so postopoma postajali vse bolj pod vplivom Evrope in do 15. stoletja so Italijani izdelovali tudi metalizirano keramiko, včasih z uporabo islamskih oblik, kot je albarello (vrsta majolike). Kovinske oblike, kot so zoomorfni vrči, imenovani aquamanile in bronasti možnarji so bili tudi predstavljeni iz islamskega sveta.

### Mudéjar v Španiji
Umetnost Mudéjar je slog, na katerega je vpliva islamska umetnost, in se je razvijala od 12. stoletja do 16. stoletja v krščanskih kraljestvih Iberije. To je posledica spora med muslimanskim, krščanskim in judovskim prebivalstvom v srednjeveški Španiji. Dovršena dekoracija, značilna za slog Mudéjar, je prispevala k razvoju poznejšega plateresco sloga v španski arhitekturi, ki je združeval elemente pozne gotike in zgodnje renesanse.

### Pseudo-kufska pisava
Arabsko kufsko pisavo so na zahodu v srednjem veku in renesansi pogosto posnemali, da bi ustvarili: »Imitacije arabščine v evropski umetnosti so pogosto opisane kot psevdo-kufske, kar je sposojen izraz za arabsko pisavo, ki poudarja ravne in kotne poteze in se najpogosteje uporablja v islamski arhitekturni dekoraciji«. Številni primeri psevdo-kufkov so znani v evropski verski umetnosti od okoli 10. do 15. stoletja. Uporabljal se je kot pisava ali kot dekorativni elementi v tekstilu, verskih haloih ali okvirjih. Mnogi so vidni na slikah Giotta.
Znani so primeri vključitve kufske pisave, na primer Ciborij mojstra Alpaisa francoskega mojstra, danes v muzeju Louvre.

### Arhitektura

#### Arabsko-normanska kultura na Siciliji
Krščanske stavbe, kot je Cappella Palatina v [[Palermo|Palermu]g na Siciliji, so vključevale islamske elemente, ki so jih verjetno običajno ustvarili lokalni muslimanski obrtniki, ki so delali v svojih tradicijah. Strop v Cappelli s svojimi lesenimi oboki in pozlačenimi figuricami ima tesne vzporednice z islamskimi stavbami v Fezu in Fustatu in odraža tehniko Muqarnas (stalaktit) poudarjanja tridimenzionalnih elementov.
Diafragmski lok, poznoantičnega izvora, se je široko uporabljal v islamski arhitekturi in se je morda razširil iz Španije v Francijo.

#### "Saracenski slog"
Znanstveniki iz obdobja 18-19. stoletja so na splošno dajali prednost klasični umetnosti, niso marali tega, kar so videli kot "motnjo" gotske umetnosti in pogosto podcenjevali da je gotska umetnost v celoti izvirala iz islamske umetnosti mošeje, tako da so jo imenovali saracenska. William John Hamilton je o spomenikih Seldžukov v Konyi komentiral: »Bolj ko sem videl ta poseben slog, bolj sem se prepričal, da iz njega izhaja gotika z določeno mešanico bizantinskega (...) izvora tega gotsko -saracenskega sloga lahko zasledimo v manirah in navadah Saracenov.« Angleški zgodovinar iz 18. stoletja Thomas Warton je povzel:
 »Znaki, ki predstavljajo značaj gotske ali saracenske arhitekture, so njeni številni in vidni oporniki, njeni visoki stolpi in fiale, njena velika in razvejana okna, njene okrasne niše ali baldahini, kiparski svetniki, občutljivo čipkarsko delo njenih stropov in obilica okraskov, ki so se brez razlikovanja pretakali po celotni zgradbi: posebne značilnosti pa so majhni neredni stebri in koničasti loki, ki jih tvorijo segmenti dveh motečih krogov.« — Thomas Warton Essays on Gothic architecture

#### Šiljast lok
Šiljast lok izvira iz bizantinskega in sasanidskega cesarstva, kjer se večinoma pojavlja v zgodnjih cerkvah v Siriji. Bizantinski most Karamagara ima ukrivljene eliptične loke, ki se dvigajo do koničastega ključnega kamna. Prednost Bizantincev pri njegovi uporabi dokazujejo tudi rahlo poudarjeni primeri v baziliki sv. Apolinarija, Classe v Raveni in Hagia Irene v Carigradu. Šiljasti lok so kasneje sprejeli in široko uporabljali muslimanski arhitekti, in je postal značilen lok islamske arhitekture. Po Bonyjevih besedah se je pred koncem 11. stoletja razširil iz islamskih dežel na Sicilijo takrat pod islamsko oblastjo, od tam v Amalfi v Italiji. Šiljsti lok je zmanjšal arhitekturni pritisk za približno 20 % in je imel zato pri gradnji velikih struktur praktične prednosti pred polkrožnim romanskim lokom.
Zdi se, da je šiljast lok kot opredeljujoča značilnost gotske arhitekture na nekaterih področjih vnesen iz islama, vendar se je kot strukturna rešitev razvil v pozni romaniki, tako v Angliji v stolnici v Durhamu kot v burgundski romanski in cistercijanski arhitekturi Francije.

#### Templjarske cerkve
Leta 1119 so vitezi templjarji prejeli kot sedež del mošeje Al-Aksa v Jeruzalemu, ki so jo križarji šteli za Salomonov tempelj, po katerem je red dobil svoje splošno ime. Tipične okrogle cerkve, ki so jih zgradili vitezi po vsej zahodni Evropi, na primer Londonska tempeljska cerkev, so verjetno navdihnjene z obliko Al Aksa ali Kupole na skali.

## Islamski elementi v renesančni umetnosti

### Pseudo-kufski
Psevdo-kufski dekorativni motiv spominja na kufsko pisavo in se pojavlja na številnih italijanskih renesančnih slikah. Natančen razlog za vključitev v zgodnjerenesančna dela ni jasen. Zdi se, da so zahodnjaki pomotoma povezovali pisave iz 13. – 14. stoletja na Bližnjem vzhodu kot enake s pisavo, ki je veljala v Jezusovih časih, in se jim je zdelo naravno, da predstavljajo prve kristjane v povezavi z njimi. »V renesančni umetnosti so psevdokufsko pisavo uporabljali za okrasitev kostumov starozaveznih junakov, kot je David« Mack navaja drugo hipotezo:
 Morda so zaznamovali podobo univerzalne vere, umetniški namen, skladen s sodobnim mednarodnim programom Cerkve.

### Orientalske preproge
Preproge bližnjevzhodnega izvora, bodisi iz Osmanskega cesarstva, Levanta ali države Mamelukov v Egiptu ali Severni Afriki, so bile uporabljene kot pomembne dekorativne lastnosti na slikah od 13. stoletja dalje, zlasti v verskem slikarstvu, vse od srednjega veka in se nadaljuje v obdobju renesanse.
Takšne preproge so bile pogosto vključene v krščanske podobe kot simboli razkošja in statusa bližnjevzhodnega izvora ter skupaj s psevdokufsko pisavo ponujajo zanimiv primer vključevanja vzhodnih elementov v evropsko slikarstvo.
Anatolske preproge so v Transilvaniji uporabljali kot okras v evangeličanskih cerkvah.

### Islamska oblačila
Islamski posamezniki in kostumi so pogosto predstavljali kontekst za opis evangeličanskega prizora. To je bilo še posebej vidno v nizu beneških slik, v katerih so sodobne sirske, palestinske, egipčanske in zlasti mameluške osebe anahronistično upodobljene na slikah, ki opisujejo svetopisemske situacije. Primer za to je [[Aretacija sv. Marka iz sinagoge iz 15. stoletja, ki jo je izdelal Giovanni di Niccolò Mansueti, ki natančno opisuje sodobne (15. stoletje) aleksandrijske mameluke, ki so aretirali svetega Marka na zgodovinskem prizorišču 1. stoletja n. št. Drug primer je Pridiga svetega Marka v Aleksandriji  Gentila Bellinija. Another case is Gentile Bellini's Saint Mark Preaching in Alexandria.

### Ornament
Zahodni slog okrasja, ki temelji na islamski arabeski, se je razvil konec 15. stoletja v Benetkah; imenovali so ga bodisi moresque bodisi zahodna arabeska (izraz s zapleteno zgodovino). Uporabljali so ga v različnih dekorativnih umetnostih, še posebej dolgo pa so ga uporabljali pri oblikovanju knjig in vezavi knjig, kjer so majhne motive v tem slogu konservativni oblikovalci knjig uporabljali vse do danes. To je vidno v zlatem orodju na platnicah, obrobah za ilustracije in tiskalniških okraskih za okrasitev praznih prostorov na strani. Na to področje je v 15. stoletju iz islamskega sveta prišla tudi tehnika zlatih orodij in res je bilo veliko usnja uvoženega od tam.
Tako kot drugi renesančni slogi ornamenta so ga razširili z natisnjenimi vzorci, ki so jih obrtniki v različnih poklicih kupovali kot vzorce. Peter Furhring, vodilni specialist za zgodovino ornamentov, pravi:
Za okras, ki je bil v 15. in 16. stoletju znan kot moresque (zdaj ga bolj pogosto imenujemo arabeska), so značilni razcepljeni zvitki, sestavljeni iz vej, ki tvorijo prepletene vzorce listja. Ti osnovni motivi so dali številne različice, na primer, kjer so veje, običajno linearne narave, spremenjene v trakove. ... Za moresko, ki je v bistvu površinski okras, je značilno, da ni mogoče locirati začetka ali konca vzorca. ... S poreklom z Bližnjega vzhoda so jih v celinsko Evropo uvedli prek Italije in Španije ... Italijanski primerki tega ornamenta, ki so ga pogosto uporabljali za vezave knjig in vezenje, so znani že v poznem 15. stoletju.
Izdelane vezave knjig z islamskim vzorcem so vidne na verskih slikah. [40] V oltarni sliki Andrea Mantegne ]Sv. Janez Krstnik in Zeno, sveti Janez in Zeno držita izvrstne knjige s platnicami, ki prikazujejo osrednje dele v slogu mamelukov, ki se uporabljajo tudi v sodobni italijanski knjižni vezavi.